# Night Painting
Night Painting este un film românesc din 2016 regizat de Cristina Groșan.

## Distribuție
Distribuția filmului este alcătuită din:
- Rainer-Micsinyei Nora
- Bohoczki Sara
- Barta Agnes